# Bill Mokray
William G. Mokray, detto Bill (Passaic, 6 giugno 1907 – 21 marzo 1974), è stato uno storico e statistico statunitense, membro del Naismith Memorial Basketball Hall of Fame dal 1965 in qualità di contributore.
Grande amante della pallacanestro dopo essersi laureato alla University of Rhode Island, ha lavorato come direttore delle pubbliche relazioni prima al Rhode Island State College e, a partire dal 1946, per i Boston Celtics. Ha fondato ed è stato editore della guida ufficiale NBA ed è stato autore dell'articolo sulla storia del basket per la Encyclopædia Britannica. Era considerato la massima autorità sulla storia del basket e possedeva una ricca biblioteca di pallacanestro, buona parte della quale è stata donata alla Basketball Hall of Fame, nella quale è entrato a far parte come contributore nel 1965.